# Liste der denkmalgeschützten Objekte in Louny
Grundlage dieser Liste der denkmalgeschützten Objekte in Louny ist die ÚSKP-Liste (Ústřední seznam kulturních památek České republiky, deutsch Zentrale Liste der Kulturdenkmäler der Tschechischen Republik), die von der tschechischen Denkmalschutzbehörde NPÚ (Národní památkový ústav, deutsch Nationale Denkmalbehörde) seit 1987 geführt wird und an die seit dem Jahr 1850 geschaffenen Listen anschließt.

## Denkmalgeschützte Objekte in Louny nach Ortsteilen
Die Innenstadt von Louny (Laun) wurde 1992 zur städtischen Denkmalzone erklärt. Sie besitzt viele Architektur-Denkmale von hohem Rang.

### Louny (Laun)
| Lage                                                                                               | Objekt                                                                                 | Beschreibung | ÚSKP-Nr.                  | Bild                                                                    |
| -------------------------------------------------------------------------------------------------- | -------------------------------------------------------------------------------------- | --- | ------------------------- | ----------------------------------------------------------------------- |
| Louny, rund um das historische Stadtzentrum (Standort)                                             | Stadtbefestigung (Městské opevnění)                                                    | Stadtbefestigung mit folgenden Einzeldenkmalen: - Befestigungsmauer und Reste der Umfassungsmauer, Zaun - südwestliche Bastion hinter Nr. 136 und Südwestbastion am Park - südliche Bastion hinter den Häusern Nr. 156 und Nr. 157 sowie nordwestliche Bastion und westliche Bastion - Bastion unter der ehemaligen Brauerei und Bastion hinter dem Haus Nr. 57 - Rest der Bastion bei Nr. 65 sowie Bastion hinter der Synagoge und Haus Nr. 72 - Nordostbastion und Reste der nordöstlichen Bastion - Wasserturm der Brauerei und Wasserturm (Reste des Festungsturms) - Saazer Tor und Barbakan des Saazer Tors - Stützmauertorso mit Treppe | 43701/5-1005 Info Katalog | weitere Bilder                                                          |
| Louny, Mírové náměstí (Standort)                                                                   | Mariensäule (Sloup se sochou Panny Marie)                                              | Mariensäule von Johann Georg Bendl (vor 1620–1680), errichtet 1673. | 43633/5-999 Info Katalog  | weitere Bilder                                                          |
| Louny, Mírové náměstí (Standort)                                                                   | Denkmal für Meister Jan Hus (Pomník Mistra Jana Husa)                                  | Denkmal für Meister Jan Hus auf massiven Sockel, errichtet 1925, mit einer Spät-Jugendstilstatue aus dem Jahr 1915 von J. Kvasnička, einem Schüler von Josef Václav Myslbek (1848–1922). Hus predigt ernsthaft und ruhig mit starker Geste, seine rechte Hand ist ausgestreckt, seine linke hält die Bibel. | 13124/5-5439 Info Katalog | weitere Bilder                                                          |
| Louny, Mírové náměstí 1 (Standort)                                                                 | Altes Rathaus                                                                          | Altes Rathaus – ein klassizistisches Gebäude aus den Jahren 1824–1826. Das breite Tympanon über dem flachen Risalit verstärkt die horizontale Wirkung der zweigeschossigen Fassade, dazu kontrastiert die Vertikalität des schlanken Turmes. Das Erdgeschoss ist gewölbt. | 42698/5-1018 Info Katalog | weitere Bilder                                                          |
| Louny, Mírové náměstí 35 (Standort)                                                                | Rathaus                                                                                | Neues Rathaus, ein Werk des Architekten Saturnin Heller (1840–1884), errichtet 1888 anstelle des Renaissancehauses „Zu den drei Linden“. | 10817/5-5644 Info Katalog | weitere Bilder                                                          |
| Louny, Mírové náměstí 48, Pivovarská (Standort)                                                    | Mírové náměstí čp. 48                                                                  | Stadthaus | 42382/5-1023 Info Katalog | Mírové náměstí čp. 48                                                   |
| Louny, Mírové náměstí 49/17 (Standort)                                                             | Hilbert-Haus (Hilbertův dům)                                                           | Stadthaus – wo Kamil Hilbert (1869–1933) einen Teil seines Lebens verbracht hat | 43374/5-1024 Info Katalog | Hilbert-Haus (Hilbertův dům)                                            |
| Louny, Mírové náměstí 53 (Standort)                                                                | Sparkasse (Spořitelna)                                                                 | Sparkasse | 13125/5-5440 Info Katalog | weitere Bilder                                                          |
| Louny, Mírové náměstí 57 (Standort)                                                                | Haus Daliborka                                                                         | Stadthaus Daliborka | 42831/5-1028 Info Katalog | weitere Bilder                                                          |
| Louny, Mírové náměstí 128 (Standort)                                                               | Hotel Koruna                                                                           | Hotel Koruna | 43349/5-4970 Info Katalog | Hotel Koruna                                                            |
| Louny, Pivovarská 16 (Standort)                                                                    | Konrad-Haus (Rodný dům K. Konráda)                                                     | Stadthaus – Geburtshaus des Schriftstellers Karel Konrád (1899–1971) | 42828/5-4971 Info Katalog | Konrad-Haus (Rodný dům K. Konráda)                                      |
| Louny, Pivovarská 18 (Standort)                                                                    | Pivovarská čp. 18                                                                      | Stadthaus | 103842 Info Katalog       | Pivovarská čp. 18                                                       |
| Louny, Pivovarská 28 (Standort)                                                                    | Zum weißen Einhorn (U Bílého jednorožce)                                               | Stadthaus „Zum weißen Einhorn“ | 43677/5-1019 Info Katalog | Zum weißen Einhorn (U Bílého jednorožce)                                |
| Louny, Pivovarská 43 (Standort)                                                                    | Haus des Ritters „Sokol z Mor“                                                         | Stadthaus – Haus des Ritters Sokol von Mor | 42856/5-1026 Info Katalog | weitere Bilder                                                          |
| Louny, Beneše z Loun 51 (Standort)                                                                 | Schule                                                                                 | Schule | 43593/5-1027 Info Katalog | Schule                                                                  |
| Louny, Beneše z Loun 133, gegenüber der Nikolauskirche (Standort)                                  | Beneše z Loun čp. 133                                                                  | Stadthaus | 43476/5-1032 Info Katalog | Beneše z Loun čp. 133                                                   |
| Louny, Beneše z Loun 136, gegenüber der Nikolauskirche (Standort)                                  | Pfarrhaus                                                                              | Pfarrhaus | 43455/5-1033 Info Katalog | weitere Bilder                                                          |
| Louny, Beneše z Loun (Standort)                                                                    | Nikolauskirche (Kostel svatého Mikuláše)                                               | Kirche des hl. Nikolaus – spätgotische Kirche mit dreischiffigem Kirchenschiff, errichtet 1520–1538 von Benedikt Ried (um 1454–1534), wurde am Ende des 19. Jahrhunderts. von Josef Mocker (1835–1899) und Kamil Hilbert (1869–1933) renoviert. Die Kirche zeichnet sich durch ein dreifaches Zeltdach über dem Kirchenschiff und dem Presbyterium aus. | 42692/5-997 Info Katalog  | weitere Bilder                                                          |
| Louny, Česká 147 (Standort)                                                                        | Tschechische Schule (Česká škola)                                                      | Stadthaus – Tschechische Schule | 42994/5-1034 Info Katalog | Tschechische Schule (Česká škola)                                       |
| Louny, Česká 150 (Standort)                                                                        | Česká čp. 150                                                                          | Stadthaus | 42457/5-1035 Info Katalog | Česká čp. 150                                                           |
| Louny, Česká 151 (Standort)                                                                        | Česká čp. 151                                                                          | Stadthaus | 42432/5-1036 Info Katalog | Česká čp. 151                                                           |
| Louny, Česká 153 (Standort)                                                                        | Česká čp. 153                                                                          | Stadthaus | 43182/5-1037 Info Katalog | Česká čp. 153                                                           |
| Louny, Pražská 113 (Standort)                                                                      | Haus Zum goldenen Stern                                                                | Stadthaus – Haus Zum goldenen Stern, mit Getreidespeicher | 43038/5-1031 Info Katalog | Haus Zum goldenen Stern                                                 |
| Louny, Na Valích 662 (Standort)                                                                    | Na Valích čp. 662                                                                      | Stadthaus | 42754/5-1047 Info Katalog | Na Valích čp. 662                                                       |
| Louny, Klášterní 77 (Standort)                                                                     | Ehem. Darlehenskasse (Bývalá záložna)                                                  | Ehem. Darlehenskasse | 11475/5-5786 Info Katalog | weitere Bilder                                                          |
| Louny, Hilbertova 67 (Standort)                                                                    | Hilbertova čp. 67                                                                      | Stadthaus | 43520/5-1029 Info Katalog | Hilbertova čp. 67                                                       |
| Louny, Hilbertova 72 (Standort)                                                                    | Hilbertova čp. 72                                                                      | Ehem zweistöckiges Barockhaus. Im Jahr 2015 wurde nach dem Einsturz des Satteldachs das Haus abgetragen und der Denkmalschutz aufgehoben. | 11523/5-5788 Info Katalog | Hilbertova čp. 72                                                       |
| Louny, Pod Cukrovarem 832 (Standort)                                                               | Puppentheater (Loutkové divadlo)                                                       | Puppentheater | 43010/5-1004 Info Katalog | weitere Bilder                                                          |
| Louny, Benátky ul. (Standort)                                                                      | Flutbrücke über die Eger (Inundační most přes Ohři)                                    | Flutbrücke über das Überschwemmungsgebiet der Eger auf den Feldern zwischen Louny und Dobroměřice. Der Bau der Brücke begann 1814 und wurde 1863 abgeschlossen. Die Brücke besteht aus Mergel- und Sandsteinblöcken und steht auf vierzig Säulen. | 43611/5-1000 Info Katalog | weitere Bilder                                                          |
| Louny, Benátky 275 (Standort)                                                                      | Arbeiterversammlungshaus (Dělnický dům)                                                | Gesellschaftshaus – Arbeiterhaus | 43426/5-4952 Info Katalog | Arbeiterversammlungshaus (Dělnický dům)                                 |
| Louny, Benátky 361, 1841 (Standort)                                                                | Schießstand des Schützenvereins (Střelnice spolku ostrostřelců)                        | Ehemaliger Schießstand Nr. 361, Umfassungsmauer mit Tor und Schuppen Nr. 361 und Villa Nr. 1841. | 42535/5-1043 Info Katalog | Schießstand des Schützenvereins (Střelnice spolku ostrostřelců)         |
| Louny, Masarykovy sady 1470 (Standort)                                                             | Ausstellungspavillon (Pavilon výstaviště)                                              | Ausstellungspavillon | 11361/5-5770 Info Katalog | weitere Bilder                                                          |
| Louny, Žižkova 274 (Standort)                                                                      | Barockspital (Špitál)                                                                  | Barockspital, errichtet 1695–1698 von Antonio della Porta (um 1631–1702). Das zweistöckige Gebäude mit Satteldach, Ädikula und Voluten steht außerhalb der Stadtmauer am Fluss, daneben stand urspr. die Kapelle des hl. Maria Magdalena. | 42360/5-1042 Info Katalog | weitere Bilder                                                          |
| Louny, náměstí Benedikta Rejta, parc. 3193, 3194 (Standort)                                        | Kirche St. Peter (Kostel svatého Petra)                                                | Kirche St. Peter mit Grabsteinen, Umfassungsmauer und Toren. Die um 1462 fertiggestellte einschiffige Kirche befindet sich auf einem Hügel westlich des historischen Zentrums. Sie steht in der Mitte des Friedhofs und ist von einer Umfassungsmauer mit Toren umgeben. Ende des 19. Jahrhunderts wurde die Kirche von Josef Mocker renoviert. | 42894/5-998 Info Katalog  | weitere Bilder                                                          |
| Louny, u náměstí Benedikta Rejta, ulic Slovenského národního povstání und 17. listopadu (Standort) | Friedhofskirche der vierzehn Notelfer (Hřbitovní kostel Čtrnácti svatých pomocníků)    | Friedhofskirche der vierzehn Notelfer, mit Zaunmauer und Toren auf dem Friedhof in der Vorstadt westlich des historischen Stadtzentrums. Errichtet 1714–1718 auf dem alten Pestfriedhof. | 43418/5-996 Info Katalog  | weitere Bilder                                                          |
| Louny, nordöstlich des Berges Mělce (Standort)                                                     | Denkmal für die gefallenen Partisanen (Památník padlým partyzánům výsadku Jana Koziny) | Denkmal für die gefallenen Partisanen der Landung Jan Kozina. Etwa 2 km westlich vom Stadtzentrum, im Tal des Mělecký potok (Malletzer Bach), am nordöstlichen Hang des Mělce-Bergs (Malletzer Berg). | 43178/5-4873 Info Katalog | weitere Bilder                                                          |
| Louny, Suzdalské náměstí (Standort)                                                                | Denkmal für die Opfer des Faschismus (Pomník obětem bojů proti fašismu)                | Denkmal für die Opfer des Kampfes gegen den Faschismus | 43719/5-4978 Info Katalog | Denkmal für die Opfer des Faschismus (Pomník obětem bojů proti fašismu) |
| Louny, náměstí Rudé armády, im Park (Standort)                                                     | Denkmal für die Rote Armee (Pomník Rudé armádě)                                        | Denkmal für die Rote Armee | 42723/5-4979 Info Katalog | Denkmal für die Rote Armee (Pomník Rudé armádě)                         |
| Louny, Poděbradova 597 (Standort)                                                                  | Poděbradova čp. 597                                                                    | Stadthaus | 42291/5-1045 Info Katalog | Poděbradova čp. 597                                                     |
| Louny, Poděbradova 598 (Standort)                                                                  | Poděbradova čp. 598                                                                    | Stadthaus | 50968/5-5897 Info Katalog | Poděbradova čp. 598                                                     |
| Louny, Poděbradova 636 (Standort)                                                                  | Poděbradova čp. 636                                                                    | Stadthaus | 43033/5-1046 Info Katalog | Poděbradova čp. 636                                                     |
| Louny, Poděbradova 638 (Standort)                                                                  | Turnhalle (Sokolovna)                                                                  | Turnhalle, errichtet 1898/99 von Kamil Hilbert. | 11222/5-5745 Info Katalog | weitere Bilder                                                          |
| Louny, Poděbradova 640, Osvoboditelů (Standort)                                                    | Grundschule (Základní škola)                                                           | Grundschule, errichtet 1896/97 als Knabenschule, klassizistisches Gebäude gegenüber der Falknerei von Kamil Hilbert aus Laun, am Eingangsportal eine Büste von Johann Amos Comenius (1592–1670). | 11310/5-5760 Info Katalog | Grundschule (Základní škola)                                            |
| Louny, Poděbradova 661/3 (Standort)                                                                | Gymnasium Václav Hlavatý                                                               | Mittelschule – Gymnasium, benannt nach Václav Hlavatý (1894–1969), erbaut 1897–1899 nach dem Entwurf von Kamil Hilbert. Die lange klassizistische Fassade wird durch ein markantes Eingangsrisalit mit Jugendstil-Stuckdekoration geteilt, Stuckreliefs befinden sich in der gesamten Fassade, auch unter den Fenstern des ersten Stockwerks. | 11370/5-5771 Info Katalog | Gymnasium Václav Hlavatý                                                |
| Louny, Štefánikova 1465, Osvoboditelů (Standort)                                                   | Post                                                                                   | Post, von Otakar Novotný (1880–1959), errichtet 1928 im Stil der Neuen Sachlichkeit | 11319/5-5761 Info Katalog | Post                                                                    |
| Louny, U Matky Boží, Na Foukalce (Standort)                                                        | Kirche der Muttergottes (Kostel Matky Boží)                                            | Kirche der Muttergottes, Glockenturm mit Gabel – Kirche aus der Zeit um 1490, mit einem Turm von 1612. Der Glockenturm befindet sich im Hof südlich der Kirche. | 43437/5-995 Info Katalog  | weitere Bilder                                                          |
| Louny, u kostela Matky Boží, U Matky Boží, Na Foukalce (Standort)                                  | Nepomukstatue                                                                          | Statue des hl. Johannes von Nepomuk – urspr. in Hořetice (Horatitz), OT von Žiželice (Schießelitz) | 42760/5-1522 Info Katalog | Nepomukstatue                                                           |
| Louny, Českých Bratří 1510 (Standort)                                                              | Evangelische Kirche der Böhmischen Brüder (Kostel Českobratrské církve evangelické)    | Evangelische Kirche der Böhmischen Brüder in Louny, errichtet 1932 von Pavel Bareš (1904–1984). Sie enthält den Hauptkirchenraum, einen kleineren Gebetsraum mit halbkreisförmigem Ende sowie ein Pfarrhaus und einen Turm. Über dem Eingang befindet sich die Inschrift „Ich schäme mich nicht für das Evangelium Christi“. | 13126/5-5441 Info Katalog | weitere Bilder                                                          |
| Louny, auf dem Friedhof an der Rakovnické ulice (Standort)                                         | Grab von Jeroným Šubrt (Hrob Jeronýma Šubrta)                                          | Grab des Lehrers, Mykologen und Numismatikers Jeronym Šubrt (1873–1940) auf dem Stadtfriedhof. Er kämpfte für das tschechische Schulwesen in Nordböhmen. | 43696/5-4980 Info Katalog | Grab von Jeroným Šubrt (Hrob Jeronýma Šubrta)                           |

### Kotěrova dělnická kolonie (Arbeitersiedlung)
Die Arbeitersiedlung Kotěrovka wurde nach Entwürfen des Architekten Jan Kotěra (1871–1923) in den Jahren 1909 bis 1914 errichtet, aber infolge des  Ersten Weltkriegs nicht vollendet. Die Siedlung besteht aus Wohnhäusern für die Mitarbeiter der Eisenbahnreparatur-Werkstätte. Es sollten noch eine Kirche, eine Schule und Gebäude für soziale Dienste errichtet werden.
| Lage                                            | Objekt                                          | Beschreibung | ÚSKP-Nr.                  | Bild                                            |
| ----------------------------------------------- | ----------------------------------------------- | --- | ------------------------- | ----------------------------------------------- |
| Louny, Dykova 322 (Standort)                    | Dykova čp. 322                                  | Wohnhaus in der Arbeitersiedlung des Architekten Jan Kotěra | 49179/5-1002 Info Katalog | weitere Bilder                                  |
| Louny, Bezručova 900/14 (Standort)              | Bezručova čp. 900                               | Wohnhaus in der Arbeitersiedlung des Architekten Jan Kotěra | 43350/5-1002 Info Katalog | Bezručova čp. 900                               |
| Louny, Bezručova 901/16 (Standort)              | Bezručova čp. 901                               | Wohnhaus in der Arbeitersiedlung des Architekten Jan Kotěra | 49130/5-1002 Info Katalog | Bezručova čp. 901                               |
| Louny, Bezručova 902 (Standort)                 | Bezručova čp. 902                               | Wohnhaus in der Arbeitersiedlung des Architekten Jan Kotěra | 49131/5-1002 Info Katalog | Bezručova čp. 902                               |
| Louny, Bezručova 903/20 (Standort)              | Bezručova čp. 903                               | Wohnhaus in der Arbeitersiedlung des Architekten Jan Kotěra | 49132/5-1002 Info Katalog | Bezručova čp. 903                               |
| Louny, Bezručova 904 (Standort)                 | Bezručova čp. 904                               | Wohnhaus in der Arbeitersiedlung des Architekten Jan Kotěra | 49133/5-1002 Info Katalog | Bezručova čp. 904                               |
| Louny, Bezručova 905 (Standort)                 | Bezručova čp. 905                               | Wohnhaus in der Arbeitersiedlung des Architekten Jan Kotěra | 49134/5-1002 Info Katalog | Bezručova čp. 905                               |
| Louny, Boženy Němcové 906 (Standort)            | Boženy Němcové čp. 906                          | Wohnhaus in der Arbeitersiedlung des Architekten Jan Kotěra | 49135/5-1002 Info Katalog | Boženy Němcové čp. 906                          |
| Louny, Boženy Němcové 907 a 2907 (Standort)     | Boženy Němcové čp. 907 und 2907                 | Doppel-Wohnhaus in der Arbeitersiedlung des Architekten Jan Kotěra: Haus Nr. 907 und Nr. 2907, ohne Garage, Treppe und Schuppen. | 49136/5-1002 Info Katalog | Boženy Němcové čp. 907 und 2907                 |
| Louny, Boženy Němcové 908 (Standort)            | Boženy Němcové čp. 908                          | Wohnhaus in der Arbeitersiedlung des Architekten Jan Kotěra | 49137/5-1002 Info Katalog | Boženy Němcové čp. 908                          |
| Louny, Nerudova 909 (Standort)                  | Nerudova čp. 909                                | Wohnhaus in der Arbeitersiedlung des Architekten Jan Kotěra | 49138/5-1002 Info Katalog | Nerudova čp. 909                                |
| Louny, Nerudova 910 (Standort)                  | Nerudova čp. 910                                | Wohnhaus in der Arbeitersiedlung des Architekten Jan Kotěra | 49139/5-1002 Info Katalog | Nerudova čp. 910                                |
| Louny, Nerudova 911 (Standort)                  | Nerudova čp. 911                                | Wohnhaus in der Arbeitersiedlung des Architekten Jan Kotěra | 49140/5-1002 Info Katalog | Nerudova čp. 911                                |
| Louny, Nerudova 912 (Standort)                  | Nerudova čp. 912                                | Wohnhaus in der Arbeitersiedlung des Architekten Jan Kotěra | 49141/5-1002 Info Katalog | Nerudova čp. 912                                |
| Louny, Nerudova 913 (Standort)                  | Nerudova čp. 913                                | Wohnhaus in der Arbeitersiedlung des Architekten Jan Kotěra | 49142/5-1002 Info Katalog | Nerudova čp. 913                                |
| Louny, Nerudova 914 (Standort)                  | Nerudova čp. 914                                | Wohnhaus in der Arbeitersiedlung des Architekten Jan Kotěra | 49143/5-1002 Info Katalog | Nerudova čp. 914                                |
| Louny, Nerudova 915 (Standort)                  | Nerudova čp. 915                                | Wohnhaus in der Arbeitersiedlung des Architekten Jan Kotěra | 49144/5-1002 Info Katalog | Nerudova čp. 915                                |
| Louny, Nerudova 916 (Standort)                  | Nerudova čp. 916                                | Wohnhaus in der Arbeitersiedlung des Architekten Jan Kotěra | 49145/5-1002 Info Katalog | Nerudova čp. 916                                |
| Louny, Nerudova 917 (Standort)                  | Nerudova čp. 917                                | Wohnhaus in der Arbeitersiedlung des Architekten Jan Kotěra | 49146/5-1002 Info Katalog | Nerudova čp. 917                                |
| Louny, Nerudova 918 (Standort)                  | Nerudova čp. 918                                | Wohnhaus in der Arbeitersiedlung des Architekten Jan Kotěra | 49147/5-1002 Info Katalog | Nerudova čp. 918                                |
| Louny, Nerudova 919 (Standort)                  | Nerudova čp. 919                                | Wohnhaus in der Arbeitersiedlung des Architekten Jan Kotěra | 49148/5-1002 Info Katalog | Nerudova čp. 919                                |
| Louny, Kollárova 920, Nerudova (Standort)       | Kollárova čp. 920                               | Wohnhaus in der Arbeitersiedlung des Architekten Jan Kotěra | 49149/5-1002 Info Katalog | Kollárova čp. 920                               |
| Louny, Jarošova 921 (Standort)                  | Jarošova čp. 921                                | Wohnhaus in der Arbeitersiedlung des Architekten Jan Kotěra | 49150/5-1002 Info Katalog | Jarošova čp. 921                                |
| Louny, Jarošova 922 (Standort)                  | Jarošova čp. 922                                | Wohnhaus in der Arbeitersiedlung des Architekten Jan Kotěra | 49151/5-1002 Info Katalog | Jarošova čp. 922                                |
| Louny, Klicperova 923 (Standort)                | Klicperova čp. 923                              | Wohnhaus in der Arbeitersiedlung des Architekten Jan Kotěra | 49152/5-1002 Info Katalog | Klicperova čp. 923                              |
| Louny, Jarošova 924/29 (Standort)               | Jarošova čp. 924                                | Wohnhaus in der Arbeitersiedlung des Architekten Jan Kotěra | 49153/5-1002 Info Katalog | Jarošova čp. 924                                |
| Louny, Jarošova 925 (Standort)                  | Jarošova čp. 925                                | Wohnhaus in der Arbeitersiedlung des Architekten Jan Kotěra | 49154/5-1002 Info Katalog | Jarošova čp. 925                                |
| Louny, Jarošova 926 (Standort)                  | Jarošova čp. 926                                | Wohnhaus in der Arbeitersiedlung des Architekten Jan Kotěra | 49155/5-1002 Info Katalog | Jarošova čp. 926                                |
| Louny, Jarošova 927/20 (Standort)               | Jarošova čp. 927                                | Wohnhaus in der Arbeitersiedlung des Architekten Jan Kotěra | 49156/5-1002 Info Katalog | Jarošova čp. 927                                |
| Louny, Jarošova 928/33 (Standort)               | Jarošova čp. 928                                | Wohnhaus in der Arbeitersiedlung des Architekten Jan Kotěra | 49157/5-1002 Info Katalog | Jarošova čp. 928                                |
| Louny, Jarošova 929/22 (Standort)               | Jarošova čp. 929                                | Wohnhaus in der Arbeitersiedlung des Architekten Jan Kotěra | 49158/5-1002 Info Katalog | Jarošova čp. 929                                |
| Louny, Jarošova 930/35 (Standort)               | Jarošova čp. 930                                | Wohnhaus in der Arbeitersiedlung des Architekten Jan Kotěra | 49159/5-1002 Info Katalog | Jarošova čp. 930                                |
| Louny, Jarošova 931 (Standort)                  | Jarošova čp. 931- rodný dům kpt. Otakara Jaroše | Wohnhaus in der Arbeitersiedlung des Architekten Jan Kotěra – Geburtshaus des Offiziers Otakar Jaroš (1912–1943) | 42803/5-1017 Info Katalog | Jarošova čp. 931- rodný dům kpt. Otakara Jaroše |
| Louny, Jarošova 932/37 (Standort)               | Jarošova čp. 932                                | Wohnhaus in der Arbeitersiedlung des Architekten Jan Kotěra | 49160/5-1002 Info Katalog | Jarošova čp. 932                                |
| Louny, Jarošova 933/26 (Standort)               | Jarošova čp. 933                                | Wohnhaus in der Arbeitersiedlung des Architekten Jan Kotěra | 49161/5-1002 Info Katalog | Jarošova čp. 933                                |
| Louny, Jarošova 934/39 (Standort)               | Jarošova čp. 934                                | Wohnhaus in der Arbeitersiedlung des Architekten Jan Kotěra | 49162/5-1002 Info Katalog | Jarošova čp. 934                                |
| Louny, Čeňka Zemana 935/41, Jarošova (Standort) | Čeňka Zemana čp. 935                            | Wohnhaus in der Arbeitersiedlung des Architekten Jan Kotěra | 49163/5-1002 Info Katalog | Čeňka Zemana čp. 935                            |
| Louny, Jarošova 936/28 (Standort)               | Jarošova čp. 936                                | Wohnhaus in der Arbeitersiedlung des Architekten Jan Kotěra | 49164/5-1002 Info Katalog | Jarošova čp. 936                                |
| Louny, Čeňka Zemana 937/55 (Standort)           | Čeňka Zemana čp. 937                            | Wohnhaus in der Arbeitersiedlung des Architekten Jan Kotěra | 49165/5-1002 Info Katalog | Čeňka Zemana čp. 937                            |
| Louny, Čeňka Zemana 938/53 (Standort)           | Čeňka Zemana čp. 938                            | Wohnhaus in der Arbeitersiedlung des Architekten Jan Kotěra | 49166/5-1002 Info Katalog | Čeňka Zemana čp. 938                            |
| Louny, Alešova 939/3 (Standort)                 | Alešova čp. 939                                 | Wohnhaus in der Arbeitersiedlung des Architekten Jan Kotěra | 49167/5-1002 Info Katalog | Alešova čp. 939                                 |
| Louny, Alešova 940/4 (Standort)                 | Alešova čp. 940                                 | Wohnhaus in der Arbeitersiedlung des Architekten Jan Kotěra | 49168/5-1002 Info Katalog | Alešova čp. 940                                 |
| Louny, Alešova 941/1 (Standort)                 | Alešova čp. 941                                 | Wohnhaus in der Arbeitersiedlung des Architekten Jan Kotěra | 49169/5-1002 Info Katalog | Alešova čp. 941                                 |
| Louny, Alešova 942 (Standort)                   | Alešova čp. 942                                 | Wohnhaus in der Arbeitersiedlung des Architekten Jan Kotěra | 49170/5-1002 Info Katalog | Alešova čp. 942                                 |
| Louny, Máchova 943/1 (Standort)                 | Máchova čp. 943                                 | Wohnhaus in der Arbeitersiedlung des Architekten Jan Kotěra | 49171/5-1002 Info Katalog | Máchova čp. 943                                 |
| Louny, Máchova 944/2 (Standort)                 | Máchova čp. 944                                 | Wohnhaus in der Arbeitersiedlung des Architekten Jan Kotěra | 49172/5-1002 Info Katalog | Máchova čp. 944                                 |
| Louny, Máchova 945/3 (Standort)                 | Máchova čp. 945                                 | Wohnhaus in der Arbeitersiedlung des Architekten Jan Kotěra | 49173/5-1002 Info Katalog | Máchova čp. 945                                 |
| Louny, Máchova 946/4 (Standort)                 | Máchova čp. 946                                 | Wohnhaus in der Arbeitersiedlung des Architekten Jan Kotěra | 49174/5-1002 Info Katalog | Máchova čp. 946                                 |
| Louny, Klicperova 947/1 (Standort)              | Klicperova čp. 947                              | Wohnhaus in der Arbeitersiedlung des Architekten Jan Kotěra | 49175/5-1002 Info Katalog | Klicperova čp. 947                              |
| Louny, Klicperova 948/4 (Standort)              | Klicperova čp. 948                              | Wohnhaus in der Arbeitersiedlung des Architekten Jan Kotěra | 49176/5-1002 Info Katalog | Klicperova čp. 948                              |
| Louny, Klicperova 949/3 (Standort)              | Klicperova čp. 949                              | Wohnhaus in der Arbeitersiedlung des Architekten Jan Kotěra | 49177/5-1002 Info Katalog | Klicperova čp. 949                              |
| Louny, Klicperova 950/1 (Standort)              | Klicperova čp. 950                              | Wohnhaus in der Arbeitersiedlung des Architekten Jan Kotěra | 49178/5-1002 Info Katalog | Klicperova čp. 950                              |
| Louny, Dykova 951/2 (Standort)                  | Dykova čp. 951                                  | Wohnhaus in der Arbeitersiedlung des Architekten Jan Kotěra | 49180/5-1002 Info Katalog | Dykova čp. 951                                  |
| Louny, Kollárova 952/3 (Standort)               | Kollárova čp. 952                               | Wohnhaus in der Arbeitersiedlung des Architekten Jan Kotěra | 49181/5-1002 Info Katalog | Kollárova čp. 952                               |
| Louny, Bezručova 1064/2 (Standort)              | Bezručova čp. 1064                              | Wohnhaus in der Arbeitersiedlung des Architekten Jan Kotěra. Teil eines Gebäudes mit acht separaten Eingängen vom Typ 14, dem einzigen in der Siedlung. Es gehört zum sogenannten Osmidom (Achter-Haus). Es ist mehrstöckig und hat einen Eingang in der Achse der Fassade und ein Satteldach mit zwei Dachgauben. Das Bild zeigt das Haus links im Hintergrund. | 49182/5-1002 Info Katalog | Bezručova čp. 1064                              |
| Louny, Husova 1065, Bezručova (Standort)        | Husova čp. 1065                                 | Wohnhaus in der Arbeitersiedlung des Architekten Jan Kotěra. Teil eines Gebäudes mit acht separaten Eingängen. Das zweistöckige Haus (Typ 15) ist die linke Ecke des Wohnblocks am Rande der Siedlung an der Hauptstraße. Der Reihenhaus-Block mit sieben Eingängen bildet zusammen mit der separaten Nr. 1064 das sogenannte Osmidom (Achter-Haus). | 49183/5-1002 Info Katalog | Husova čp. 1065                                 |
| Louny, Husova 1066 (Standort)                   | Husova čp. 1066                                 | Wohnhaus in der Arbeitersiedlung des Architekten Jan Kotěra. Teil eines Gebäudes mit acht separaten Eingängen. Das Wohnhaus (Typ Nr. 16) ist zweistöckig Haus mit sieben Eingängen. Dieser Reihenhaus-Block bildet zusammen mit der separaten Nr. 1064 das sogenannte Osmidom (Achter-Haus). Der Typ hat einen fast quadratischen Grundriss, eine Dachgaube in der Eingangsachse und eine Loggia zum Innenhof.                                                                 | 49184/5-1002 Info Katalog | Husova čp. 1066                                 |
| Louny, Husova 1067 (Standort)                   | Husova čp. 1067                                 | Wohnhaus in der Arbeitersiedlung des Architekten Jan Kotěra. Teil eines Gebäudes mit acht separaten Eingängen. Das Wohnhaus (Typ Nr. 16) ist zweistöckig Haus mit sieben Eingängen. Dieser Reihenhaus-Block bildet zusammen mit der separaten Nr. 1064 das sogenannte Osmidom (Achter-Haus). Der Typ hat einen fast quadratischen Grundriss, eine Dachgaube in der Eingangsachse und eine Loggia zum Innenhof.                                                                 | 49185/5-1002 Info Katalog | Husova čp. 1067                                 |
| Louny, Husova 1068 (Standort)                   | Husova čp. 1068                                 | Wohnhaus in der Arbeitersiedlung des Architekten Jan Kotěra. Teil eines Gebäudes mit acht separaten Eingängen. Das Wohnhaus (Typ Nr. 16) ist zweistöckig Haus mit sieben Eingängen. Dieser Reihenhaus-Block bildet zusammen mit der separaten Nr. 1064 das sogenannte Osmidom (Achter-Haus). Der Typ hat einen fast quadratischen Grundriss, eine Dachgaube in der Eingangsachse und eine Loggia zum Innenhof.                                                                 | 49186/5-1002 Info Katalog | Husova čp. 1068                                 |
| Louny, Husova 1069 (Standort)                   | Husova čp. 1069                                 | Wohnhaus in der Arbeitersiedlung des Architekten Jan Kotěra. Teil eines Gebäudes mit acht separaten Eingängen. Das Wohnhaus (Typ Nr. 16) ist zweistöckig Haus mit sieben Eingängen. Dieser Reihenhaus-Block bildet zusammen mit der separaten Nr. 1064 das sogenannte Osmidom (Achter-Haus). Der Typ hat einen fast quadratischen Grundriss, eine Dachgaube in der Eingangsachse und eine Loggia zum Innenhof.                                                                 | 49187/5-1002 Info Katalog | Husova čp. 1069                                 |
| Louny, Husova 1070 (Standort)                   | Husova čp. 1070                                 | Wohnhaus in der Arbeitersiedlung des Architekten Jan Kotěra. Teil eines Gebäudes mit acht separaten Eingängen. Das Wohnhaus (Typ Nr. 16) ist zweistöckig Haus mit sieben Eingängen. Dieser Reihenhaus-Block bildet zusammen mit der separaten Nr. 1064 das sogenannte Osmidom (Achter-Haus). Der Typ hat einen fast quadratischen Grundriss, eine Dachgaube in der Eingangsachse und eine Loggia zum Innenhof.                                                                 | 49188/5-1002 Info Katalog | Husova čp. 1070                                 |
| Louny, Husova 1071 (Standort)                   | Husova čp. 1071                                 | Wohnhaus in der Arbeitersiedlung des Architekten Jan Kotěra. Teil eines Gebäudes mit acht separaten Eingängen. Das Wohnhaus (Typ Nr. 17) ist die rechte Ecke des Blocks. Dieser Reihenhaus-Block bildet zusammen mit der separaten Nr. 1064 das sogenannte Osmidom (Achter-Haus). Im Erdgeschoss des Hauses befindet sich eine Arkade mit kreisförmigen Bogenarkaden. Dieser Reihenhaus-Block bildet zusammen mit der separaten Nr. 1064 das sogenannte Osmidom (Achter-Haus). | 49189/5-1002 Info Katalog | Husova čp. 1071                                 |

### Brloh (Bierloch)
| Lage                                           | Objekt                                                      | Beschreibung | ÚSKP-Nr.                  | Bild                              |
| ---------------------------------------------- | ----------------------------------------------------------- | --- | ------------------------- | --------------------------------- |
| Brloh 1 (Standort)                             | Landwirtschaftlicher Hof Nr. 1                              | Landwirtschaftlicher Hof | 43340/5-1102 Info Katalog | Landwirtschaftlicher Hof Nr. 1    |
| Brloh, im südlichen Teil des Dorfes (Standort) | Friedhofskirche St. Gallus (Hřbitovní kostel svatého Havla) | Friedhofskirche St. Gallus | 42595/5-1100 Info Katalog | weitere Bilder                    |
| Brloh 26 (Standort)                            | Wassermühle (Vernerův vodní mlýn)                           | Wassermühle, sog. Vernermühle – spätbarocker Komplex, der um die Wende vom 18. zum 19. Jahrhundert modernisiert wurde, besteht aus einer Wassermühle, Ställen, Wirtschaftsgebäuden, Toren und einer Auffahrt. Der fünfstöckige Teil enthält die vollständige technische Einrichtung. | 102493 Info Katalog       | Wassermühle (Vernerův vodní mlýn) |
| Brloh, Žižkův vrch (Standort)                  | Burgwall (Hradiště)                                         | Befestigte Höhensiedlung, archäologische Spuren | 43402/5-1101 Info Katalog | Burgwall (Hradiště)               |

### Nečichy (Netschich)
| Lage               | Objekt       | Beschreibung         | ÚSKP-Nr.                  | Bild           |
| ------------------ | ------------ | -------------------- | ------------------------- | -------------- |
| Nečichy (Standort) | Annenkapelle | Kapelle der hl. Anna | 42306/5-1280 Info Katalog | weitere Bilder |